# Centro Cultural Paulo da Costa Ferreira
O Centro Cultural Paulo da Costa Ferreira é um bem tombado localizado no município de Jaciara, no Mato Grosso. Fica situado na rodovia MT-457, KM 0, n.º 200, Estrada Parque Cachoeira da Fumaça, Vale Formoso.
A edificação é feita em tijolo de olaria e fica anexa ao Memorial Histórico e Geográfico Paulo Ferreira. No lugar há exibição de objetos, mobiliários, fotos, documentos de famílias pioneiras da colonização da cidade e outros itens que compõem parte da história de Jaciara, o que promove um resgate cultura local.
Foi tombado em 2013 através da portaria n.° 019/2013 publicada em 9 de maio daquele ano.